# Homo sustinens
Der Homo sustinens (lateinisch nach sustinere „emporhalten, aushalten, standhalten“) ist ein Menschenbild, das gekennzeichnet ist durch soziales Lernen, moralische Verantwortung und eine Reihe von sozialen Dimensionen der menschliche Existenz, einschließlich Altruismus, Kooperation und Kommunikation.
In Unterscheidung zu der traditionellen Ökonomik, das durch den homo oeconomicus als theoretisches Modell eines Nutzenmaximierers verwendet wird, ist das Leitbild des homo sustinens eines, das in der ökologischen Ökonomik verwendet wird. Der homo sustinens stellt ein alternatives Menschenbild dar, das auf Basis von bereits bestehenden Menschenbildern weiterentwickelt wurde. Das Menschenbild ist durch Nachhaltigkeit prägend gezeichnet. Es werden die Erkenntnisse verschiedener Disziplinen vereint. Das Menschenbild gilt somit als transdisziplinär.
Das Menschenbild des homo sustinens wurde von Bernd Siebenhüner auf der Grundlage des Prinzips der Nachhaltigkeit entwickelt.

## Homo sustinens im Vergleich zum homo oeconomicus
Der homo sustinens kann in verschiedenen Punkten mit dem Modell des homo oeconomicus verglichen werden. Hierbei zeigen sich in den Kategorien der wirtschaftlichen Tradition bzw. Herkunft, des Menschenbildes, der Idee des Selbst, des menschlichen Verhaltens und dem zu Anderen und der Natur, dem menschlichen Wohlbefinden, sozio-ökonomischen Kontext und dem Begriff der Gerechtigkeit verschiedene Ausprägungen und Charakteristika.
Wird das wirtschaftliche Modell des homo oeconomicus unter anderem in der neoklassischen Ökonomie genutzt, so wird das Menschenbild des homo sustinens zu der unorthodoxen Ökonomie einschließlich der ökologischen Ökonomie zugeordnet. Das menschliche Wesen wird beim homo sustinens als soziale Wesen gesehen (homo oeconomicus: Einzelperson) und die Idee des Selbst als ganzheitlich und ausgewogen (narzisstisch, individualistisch). Zu anderen und der Natur wird eine moralische Verantwortung wahrgenommen und auch nicht menschliche Interessen beispielsweise berücksichtigt. Wohlbefinden hängt beim homo sustinens von einem breiteren Spektrum materieller und nicht-materieller Quellen ab. Im sozio-ökonomischen Kontext sind Wohlbefinden und soziale Wohlfahrt das Ziel und Profit wird als Mittel zum Zweck verwendet. Des Weiteren wird der Begriff der Gerechtigkeit aufgrund von Verteilungsgerechtigkeit, Verantwortung für zukünftige Generationen und für die Natur konzeptioniert.